# Vaginal Davis
Vaginal Davis (Los Angeles, Califòrnia, 1959) és una artista estatunidenca, pintora, comissària independent, compositora i escriptora, impulsora del moviment homocore punk i icona musicoartística queer, membre de la banda Cholita! The Female Menudo, amb hits com ara «Jo no sóc puta, sóc princesa».
Davis va arribar a ser ben coneguda en la dècada de 1980 a la ciutat de Nova York. Actualment resideix a Berlín.
El nom de Davis és un homenatge a l'activista Angela Davis. 